# 中原謙助
中原 謙助（なかはら けんすけ、1876年（明治9年）6月19日 - 1928年（昭和3年）5月16日）は、日本の陸軍軍医、政治家。旧姓は小林、野村、柏村。元山口町議会議員。元湯田医院（中原医院）長。従五位勲四等。

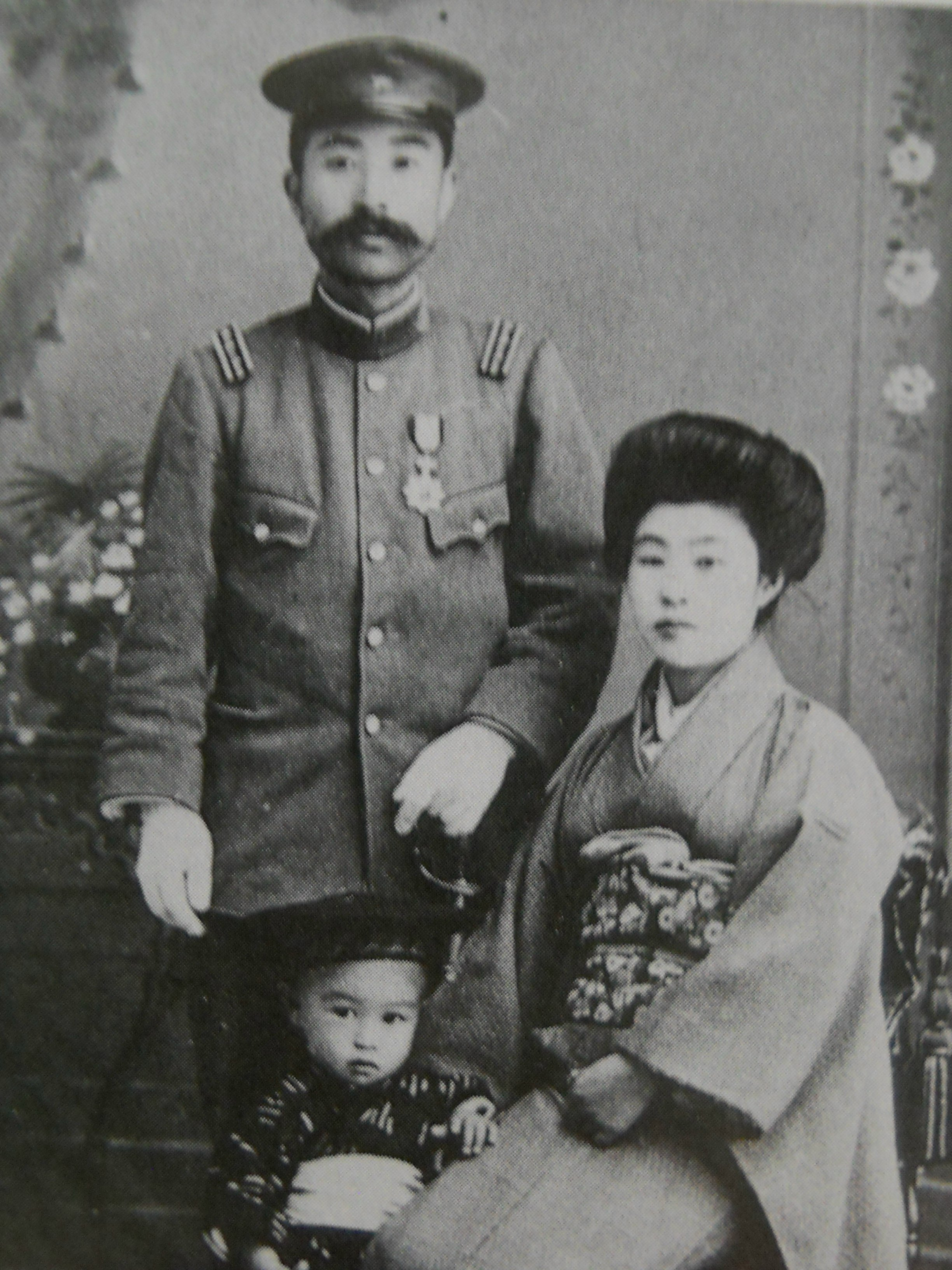
父母と、中也3歳

詩人中原中也の父。

## 経歴
山口県厚狭郡厚東村（現宇部市）の農家小林八九郎、フデの次男として生まれた。小学生の頃、父親の八九郎が離婚、浜田スミという女性と再婚。謙助は八九郎の姉のミキが嫁いでいた野村家の養子になる。棚井小学校（現・宇部市立厚東小学校）の教師から苗字が変わったことを告げられた謙助はその場で泣き出したという。
小学校卒業と同時に、母の実家･藤井家の従兄藤井幸八のすすめによって上京を決意する。藤井幸八は名医として聞え、藤井眼科医院は遠近からの患者で大いに栄え、入院患者を収容するのに付近の農家を借りるほどだった。
20歳の時、済生学舎(現在の日本医科大学)で学びと共に実地試験を受け、同時に施行された医術開業試験に合格、医師免許をとる。
その年20歳の合格者は謙助1人で全国最年少者だったという。陸軍軍医学校を経て軍医となる。
明治33年（1900年）12月、中原フクと結婚する。
明治34年（1901年）7月厚狭郡万倉村きっての名門で士族の柏村家に籍を移し、柏村基著同妻ユキの養子、嗣子敏一の養弟となる。柏村基著は明治維新前、国司親相の家老だった。旧家老柏村家に入籍することによって平民の謙助は“士族柏村謙助”となり、士族としても中原家より遥かに格式の高い身分を得た。フクと正式に婚姻したのは明治38年（1905年）であった。
明治40年（1907年）一等軍医として旅順配属中、長男・中也が生まれる。母子を呼び寄せるが、山口、広島と異動が続く。
大正4年（1915年）前年から朝鮮の竜山に栄転していたが、上司に申し出て家族のいる山口に転任する。10月、中原家と養子縁組して中原家の戸主となる。入籍の時は「私の生涯は姓の遍歴のそれであった。中原が最後の姓であるように祈る」と語ったという。
大正6年（1917年）4月軍隊をやめて湯田医院の業につく。謙助院長の湯田医院は大いに栄えた。書生3人、看護婦7人、車夫2人をおき、外科室、同準備室、処置室、レントゲン室、デアテルミ室、研究室、入院病棟3棟12室を増設、県下で最初のラヂウム療法を始めた。家族10人、従業員13人、入院患者と付添、見舞客が常時30人、それに出入商人、来訪客などがあり、早朝から夜おそくまで、60人くらいのものが個人経営の医院を騒然とさせていた。さらに謙助は山口町議会議員に選ばれた。
昭和3年（1928年）3月15日、往診先で倒れた。5月16日死去。放光院謙空義烈居士。葬儀は盛大だった。

## 軍隊歴
- 明治31年（1898年）
  - 7月 - 陸軍軍医学校卒業 見習医官 歩兵第22連隊配属 軍医勤務修得
- 明治32年（1899年）
  - 2月 - 叙正八位
- 明治33年（1900年）
  - 3月 - 福知山連隊区徴兵検査副医官
- 明治34年（1901年）
  - 1月 - 軍医学校へ分遺
  - 5月 - 帰隊
  - 12月 - 免本職補近衛歩兵第1連隊付
- 明治35年（1902年）
  - 10月 - 免本職近衛歩兵第2連隊付
  - 11月 - 二等軍医（中尉）
- 明治36年（1903年）
  - 2月 - 叙従七位
  - 11月 - 免本職台南衛戍病院付
- 明治37年（1904年）
  - 12月 - 一等軍医（大尉）
- 明治38年（1905年）
  - 1月 - 叙正七位
  - 2月 - 台湾守備歩兵第十一大隊付
  - 3月 - 広島予備病院付 臨時交替として安平港出帆 宇品港上陸 広島予備病院第七分隊付
  - 4月 - 第十四師団第二野戦病院付
  - 7月 - 動員下令 宇品港出帆 大連港上陸
  - 8月 - 大房身舎営病院勤務
  - 10月 - 第九師団第一衛生予備員
- 明治39年（1906年）
  - 1月 - 双樹兵站病院勤務
  - 2月 - 宇品港凱旋上陸 同月15日広島発 同月16日金沢着
  - 3月 - 歩兵第35連隊付
  - 4月 - 勲五等双光旭日章及金参百円を賜う
  - 8月 - 歩兵第53連隊付
- 明治40年（1907年）
  - 3月 - 旅順着
  - 9月 - 旅順病院付
- 明治41年（1908年）
  - 8月 - 歩兵第42連隊付
- 明治42年（1909年）
  - 2月 - 広島衛戍病院付
- 明治43年（1910年）
  - 2月 - 叙従六位
- 明治45年（1912年）
  - 9月 - 歩兵第35連隊付 三等軍医正（少佐）
- 大正3年（1914年）
  - 3月 - 朝鮮竜山聯隊軍医長
- 大正4年（1915年）
  - 3月 - 叙正六位
  - 8月 - 歩兵第42連隊付兼山口衛戍病院長
- 大正6年（1917年）
  - 4月 - 依願予備役編入

## 家族・親族

### 小林家
中原思郎著『兄中原中也と祖先たち』205頁-206頁によると、
「小林家のあった棚井中は、厚東氏の館のあったところで、館の付近は人家が密集して市（いち）をなし、小林家は明治前まで門名（かどな）を“マチ”といい、“マチの小林”と呼ばれた。商家として栄えた一時期があったという。
大内氏が厚東氏を滅ぼし、厚東氏の残影が薄れていくにつれて、市（いち）はなくなり、棚井一帯は農家の散在する閑村厚東村になっていった。そのころ、小林家は数戸の小作をかかえる上層中農になり、現在なお末裔は田地と山林を保有している。先祖は、文政3年（1820年）に没した小林太右衛門から明らかになる。
謙助の父八九郎は、一獲千金を夢みて各地を放浪し、家を空けて農業は全然かえりみなかった。謙助は『防長人物誌』の中で、｢父は祖先の資産を蕩尽した｣といっている。」という。
- 祖父 仙千代
- 父 八九郎
- 母 フデ（農家藤井力蔵の二女、のち万倉村の士族佐村義輔に再縁する）
- 兄 五作
- 姉 ツギ

### 野村家
- 父 宰吉
- 母 ミキ（小林仙千代の娘）

### 柏村家
- 父 基著（もとあき）
- 母 ユキ

### 中原家
- 父 政熊
- 妻 フク（士族中原助之の次女、中原政熊の養女）
- 長男 中也
- 次男 亜郎
- 三男 恰三
- 四男 思郎
- 五男 呉郎
- 六男 拾郎